# Arenaria halacsyi
Arenaria halacsyi är en nejlikväxtart som beskrevs av Antonio Baldacci. Arenaria halacsyi ingår i släktet narvar, och familjen nejlikväxter. Inga underarter finns listade i Catalogue of Life.